# Rebecca Sattin
Rebecca Sattin (ur. 29 października 1980]) – australijska wioślarka. Brązowa medalistka olimpijska z Aten.
Zawody w 2004 były jej jedynymi igrzyskami olimpijskimi. Zajęła trzecie miejsce w czwórce podwójnej. Wspólnie z nią płynęły Dana Faletic, Amber Bradley i Kerry Hore. Zdobyła trzy medale mistrzostw świata – złoto w 2001 w ósemce i w 2002 w czwórce bez sternika oraz srebro w 2002.